# Pagurus hirsutiusculus
Pagurus hirsutiusculus is een heremietkreeft die voorkomt in de Grote Oceaan van de Pribilofeilanden tot Californië op diepten tot 110 m. Zijn carapaxlengte is zo'n 19 mm.